# Fornaxhopen
Fornaxhopen är en galaxhop i stjärnbilden Ugnen. Dess mittpunkt befinner sig 65 miljoner ljusår från jorden.
Gruppen har uppemot sextio stora galaxer och ungefär lika många dvärggalaxer. Dess ljusaste galax är NGC 1316, som befinner sig i utkanten av hopen. En ljussvag brygga av ljus mellan NGC 1399 och den mindre NGC 1387 har upptäckts.